# 日本基督教団掛川教会
日本基督教団掛川教会(にほんきりすときょうだんかけがわきょうかい)は、静岡県掛川市にある、旧メソジスト系の日本基督教団に所属する教会である。1886年1月7日創立。

## 沿革
- 1886年1月7日　静岡教会より太田虎吉福音士が派遣され、掛川町仁藤に居住伝道を開始。掛川教会創立[1]。

- 1887年3月　太田虎吉福音士、東洋英和学校神学部に入学するために離任する[1]。
- 1889年7月1日　飯沼権一牧師2代目牧師となる[2]。
- 1890年　
  - 飯沼権一牧師離任[2]。
  - 6月　手塚久造牧師3代目牧師となる[2]。
- 1893年　
  - 手塚久造牧師離任[2]。
  - 7月　曽木銀次郎牧師4代目牧師となる[2]。
  - 12月　掛川大火災により教会類焼。十王に移転。[2]

- 1895年　
  - 曽木銀次郎牧師、東京に転任する[2]。
  - 北原安穫牧師5代目牧師となる[2]。
- 1896年　
  - 北原安穫牧師離任[2]。
  - 5月　土屋彦六牧師が浜松教会より赴任し、6代目牧師となる[2]。
- 1900年　
  - 土屋彦六牧師、沼津教会に転任する[2][3]。
  - 5月　白石喜之助牧師7代目牧師となる[2]。
- 1904年　
  - 白石喜之助牧師、浜松教会へ転任する[2][4]。
  - 4月　深町正夫牧師8代目牧師となる[2]。
- 1910年　
  - 深町正夫牧師、浜松教会へ転任[2][4]。
  - 4月4日　川村兵治牧師、松本教会より赴任して9代目牧師となる[2]。
- 1915年　川村兵治牧師、静岡教会へ転任する[2][5]。
- 1916年4月14日　深町正夫牧師、沼津教会より赴任して10代目牧師となる[2]。
- 1921年
  - 2月12日　深町正夫牧師、小牧教会に転任する[2]。
  - 4月5日　斎藤庫三牧師11代目牧師となる[2]。

- 1923年4月16日　教会、仲町に移転する[2]。
- 1924年12月11日　旧松井薬舗跡の家屋を購入、移転する[2]。
- 1927年　
  - 斎藤庫三牧師離任[2]。
  - 4月　満岡久馬牧師、長野部教会より赴任して12代目牧師となる[2]。

- 1928年　
  - 満岡久馬牧師、中遠教会へ転任する[2]。
  - 4月　坂本泰蔵牧師、二俣教会より赴任して13代目牧師となる[2]。
- 1930年　
  - 坂本泰蔵牧師、焼津教会に転任する[2]。
  - 4月　中村勝次牧師、焼津教会から赴任して14代目牧師となる[2]。
- 1934年5月21日　会堂献堂式挙行[2]。
- 1936年　
  - 3月　中村勝次牧師、大宮に転任する[2]。
  - 4月7日　山中大成牧師、藤枝教会より赴任して15代目牧師となる[2]。
- 1941年6月24日　日本基督教団創立[2]。
- 1966年
  - 山中大成牧師、隠退[2]。
  - 3月29日　木村栄寿牧師、新潟県佐渡郡の相川教会より赴任して16代目牧師となる[6]。
- 1971年3月26日　木村栄寿牧師、静岡英和女学院に転任し宗教主任となる[6]。
- 1972年3月25日　市川忠彦牧師・市川和恵牧師17代目牧師となる[2]。
- 1985年
  - 3月31日　市川忠彦牧師・市川和恵牧師、大阪教会に転任する[2]。
  - 3月31日　牧師館・付属館を献げる式[2]。
  - 4月1日　野村信牧師、堺教会より赴任し18代目牧師となる[2]。

## 歴代牧師
|        | 名前                        | 着任          | 離任          |
| ------ | --------------------------- | ------------- | ------------- |
| 初代   | 太田虎吉 福音士             | 1886年1月7日  | 1887年3月     |
| 2代目  | 飯沼権一 牧師               | 1889年7月1日  | 1890年        |
| 3代目  | 手塚久造 牧師               | 1890年6月     | 1891年        |
| 4代目  | 曽木銀次郎 牧師             | 1893年7月     | 1894年        |
| 5代目  | 北原安穫 牧師               | 1895年        | 1896年        |
| 6代目  | 土屋彦六 牧師               | 1896年5月     | 1900年        |
| 7代目  | 白石喜之助 牧師             | 1900年5月     | 1904年        |
| 8代目  | 深町正夫 牧師               | 1904年4月     | 1910年        |
| 9代目  | 川村兵治 牧師               | 1910年4月4日  | 1915年        |
| 10代目 | 深町正夫 牧師               | 1916年4月14日 | 1921年2月12日 |
| 11代目 | 斎藤庫三 牧師               | 1921年4月5日  | 1927年        |
| 12代目 | 満岡久馬 牧師               | 1927年4月     | 1928年        |
| 13代目 | 坂本泰蔵 牧師               | 1928年4月     | 1930年        |
| 14代目 | 中村勝次 牧師               | 1930年4月     | 1936年3月     |
| 15代目 | 山中大成 牧師               | 1936年4月7日  | 1966年        |
| 16代目 | 木村栄寿 牧師               | 1966年3月29日 | 1971年3月26日 |
| 17代目 | 市川忠彦 牧師 市川和恵 牧師 | 1972年3月25日 | 1985年3月31日 |
| 18代目 | 野村信 牧師                 | 1985年4月1日  | ？            |